# Tortilla de patatas
La tortilla de patatas, tortilla de papaso tortilla española es una tortilla u omelet (es decir, huevo batido, cuajado con aceite en la sartén) a la que se le agrega patatas troceadas. Se trata de uno de los platos más conocidos y emblemáticos de la cocina española, siendo un producto muy popular que se puede encontrar en casi cualquier bar o restaurante del país.
A partir de la receta básica hay múltiples variantes, tanto en el modo de cocinar los ingredientes como en el cuajado del huevo. El ingrediente adicional más habitual es la cebolla, considerándose más popular incluso la preparación con ella que la receta simple.

## Historia
En las crónicas de Indias se tiene documentado que en 1519 ya se conocía la tortilla de huevo tanto en Europa por los conquistadores españoles como en América al menos por los aztecas, quienes la preparaban y vendían en los mercados de Tenochtitlán; en esos textos la tortilla de Mesoamérica solía referirse como «pan de maíz», por lo que la alusión a la «tortilla de huevo» se realiza sin confusión:

..." Venden huevos de gallinas y de ánsares, y de todas las otras aves que he dicho, en gran cantidad; venden tortillas de huevos hechas. Finalmente, que en los dichos mercados se venden todas cuantas cosas se hallan en toda la tierra..."
Segunda carta de relación de Hernán Cortés.

..."Carne y pescado asado, cocido en pan, pasteles, tortillas de huevos de muy distintas aves. Es innumerable el mucho pan cocido y en grano y espiga que se vende, juntamente con habas, judías y otras muchas legumbres..."
Historia general de las Indias, Francisco López de Gómara.

La patata (o papa) es un tubérculo originario de América del Sur, y fue conocido por los españoles de mano de los incas.[cita requerida] Los incas llamaban a este tubérculo «papa» en quechua. La similitud de este con la batata favoreció que en el siglo XVII en España acabara llamándose «patata».
En el libro La Agricultura General, Tomo III (1767) de Joseph Antonio Valcárcel se menciona sobre las patatas que «en España su regular empleo es en guisados, y tortillas», hasta el momento, esta es la primera referencia escrita documentada que se tiene sobre el origen de la tortilla de patatas en España. Con lo que quedan desmontadas las teorías posteriores sobre su origen.

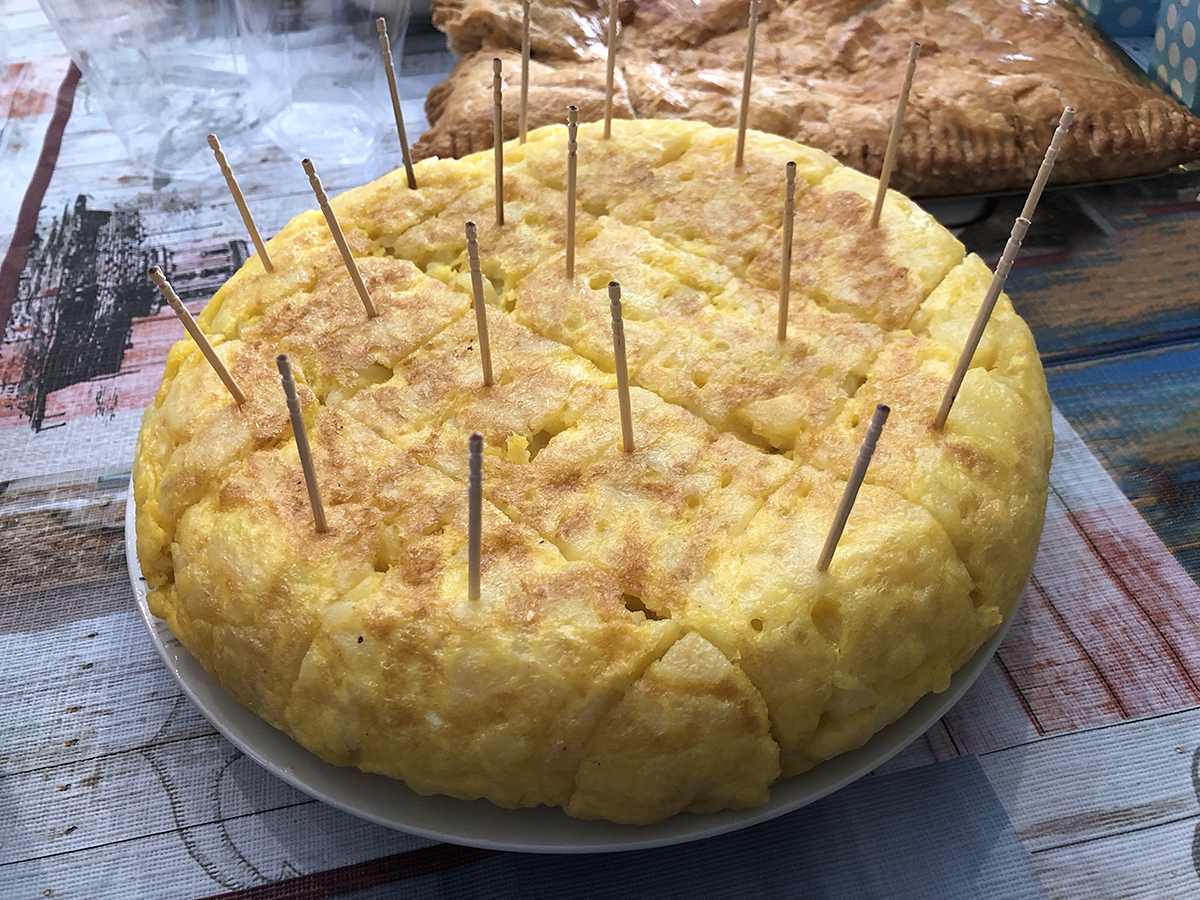
Tortilla de patatas cortada para servir como pinchos

El libro La patata en España, escrito por el científico Javier López Linage, del Centro de Ciencias Humanas y Sociales del CSIC, confirma la referencia documentada de la tortilla de patatas que aparece en la localidad extremeña de Villanueva de la Serena, durante el siglo XVIII. El citado libro contiene datos concretos que hablan de la tortilla de patatas en esta localidad, en concreto, López Linaje señala que el firmante de la comunicación que así lo prueba, Joseph de Tena Godoy y Malfeito, la dató exactamente en la comarca de La Serena, el 27 de febrero de 1798. La publicación se hizo en el Semanario de Agricultura y Artes Dirigido a los Párrocos (en el número 85, volumen IV, páginas 111-112).
La obra hace referencia a documentos que hablan de la tortilla de patatas en esta localidad en 1798, y atribuye su invención a Joseph de Tena Godoy y al marqués de Robledo, dos hacendados ilustrados de Villanueva de la Serena, que trataban de encontrar un alimento barato para paliar las hambrunas basado en la patata. Lo primero que tuvieron en mente es conseguir pan de patatas, pero en vez de hornearlo pasarlo por la sartén. Con la ayuda de varias mujeres del lugar, la idea fue evolucionando a freír, con el aceite de oliva de allí, las patatas cortadas sin necesidad de hacerlas harina y añadirle huevo batido, consiguiendo para asombro de todos este manjar. En Villanueva de la Serena desde hace mucho tiempo la tortilla de patatas está presente en sus tradiciones culinarias. En el tradicional Día de la Gira, el Lunes de Pascua, la tortilla de patatas es protagonista para disfrutar de este día de campo. Además desde 2013, basado en el descubrimiento del origen villanovense de la tortilla de patatas, se celebra la Feria de la Tortilla en Villanueva de la Serena.
Anteriormente, otro documento conocido en el que aparecía una referencia a la tortilla de patatas era navarro. Se trata de un anónimo «memorial de ratonera», dirigido a las Cortes de Navarra en 1817; en él se explican las míseras condiciones en las que viven los agricultores comparándolos con los habitantes de Pamplona y de la Ribera navarra. Después de una larga enumeración de los míseros alimentos tomados por los montañeses aparece la siguiente cita: 

... dos o tres huevos en tortilla para cinco o seis, porque nuestras mujeres la saben hacer grande y gorda con pocos huevos mezclando patatas, atapurres de pan u otra cosa...

Una leyenda afirmaba, que el general Tomás de Zumalacárregui, durante el sitio de Bilbao, inventó la tortilla de patatas como plato sencillo, rápido y nutritivo con el que saciar las penurias del ejército carlista. Aunque se desconoce si es cierto, se decía que la tortilla comenzó a difundirse durante las primeras guerras carlistas. Otra versión de la misma leyenda afirmaba que lo inventó una anónima ama de casa navarra, en cuya casa paró el mencionado Zumalacárregui, la señora, que era pobre y lo único que tenía eran huevos, cebolla y patatas, acabó haciendo un revuelto con todo ello, revuelto que gustó mucho al general, que luego la popularizaría entre sus tropas.
Otro dato en cuanto a las distintas formas de preparación de tortilla de patatas se debe al cocinero aragonés Teodoro Bardají Mas que en la fecha ya más tardía del 17 de marzo de 1935 en el «Semanario ellas» da a conocer una receta original de su tortilla.

## Formas de cocinarla
Existen tantas formas de hacerla como cocineros. Según algunos, las patatas deben estar más cocidas que fritas (en aceite, de oliva o de girasol, según se opte por hacer notar el sabor a aceite), y se deben dejar en el huevo batido un tiempo para que se empapen y adquieran la consistencia adecuada.

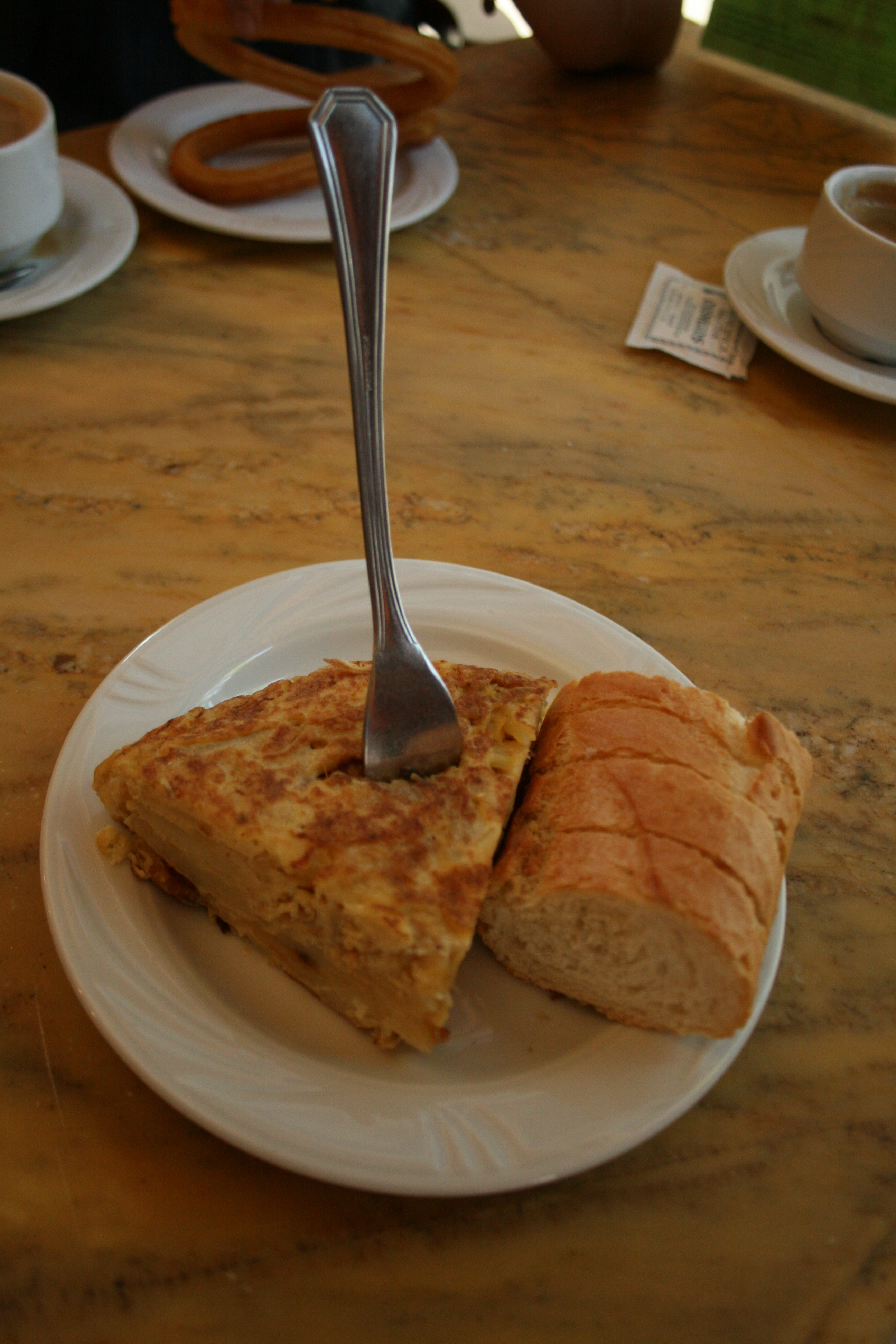
Pincho de tortilla, como es servido en bares de España con su típica disposición con tenedor clavado

A veces se emplea un plato especial para darle la vuelta (vuelve tortillas) con objeto de que se haga por ambas partes por igual. Puede ser elaborada cuajando el huevo por completo o dejando el huevo semicuajado, gruesa o fina, recién elaborada o reposada. Se puede comer en plato, en bocadillo (denominado bocadillo de tortilla española), en tapa o en pincho —o, en Argentina y Uruguay, en «dados»: pequeñas porciones como parte de una picada—.

## Variantes

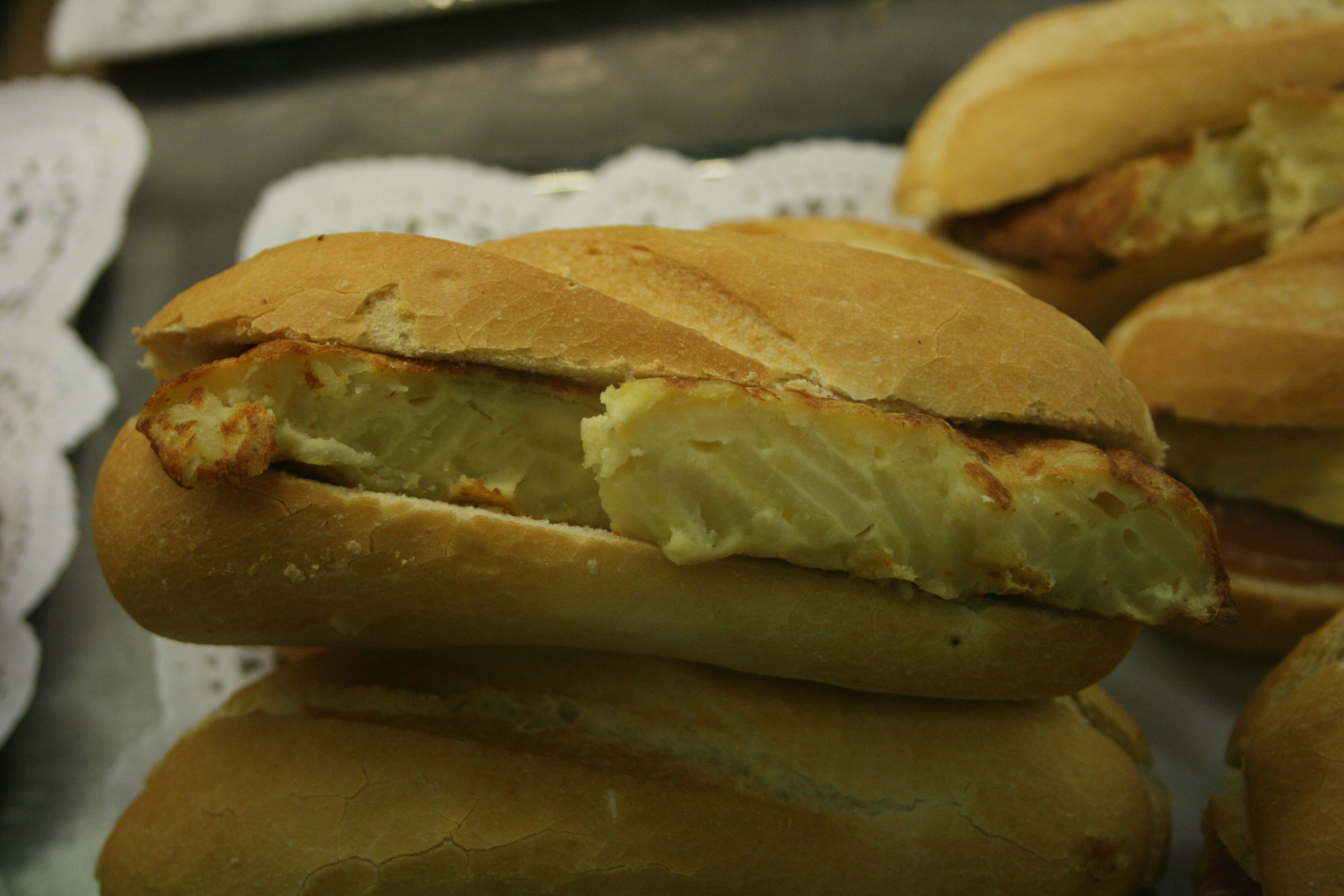
Bocadillo de tortilla de patatas

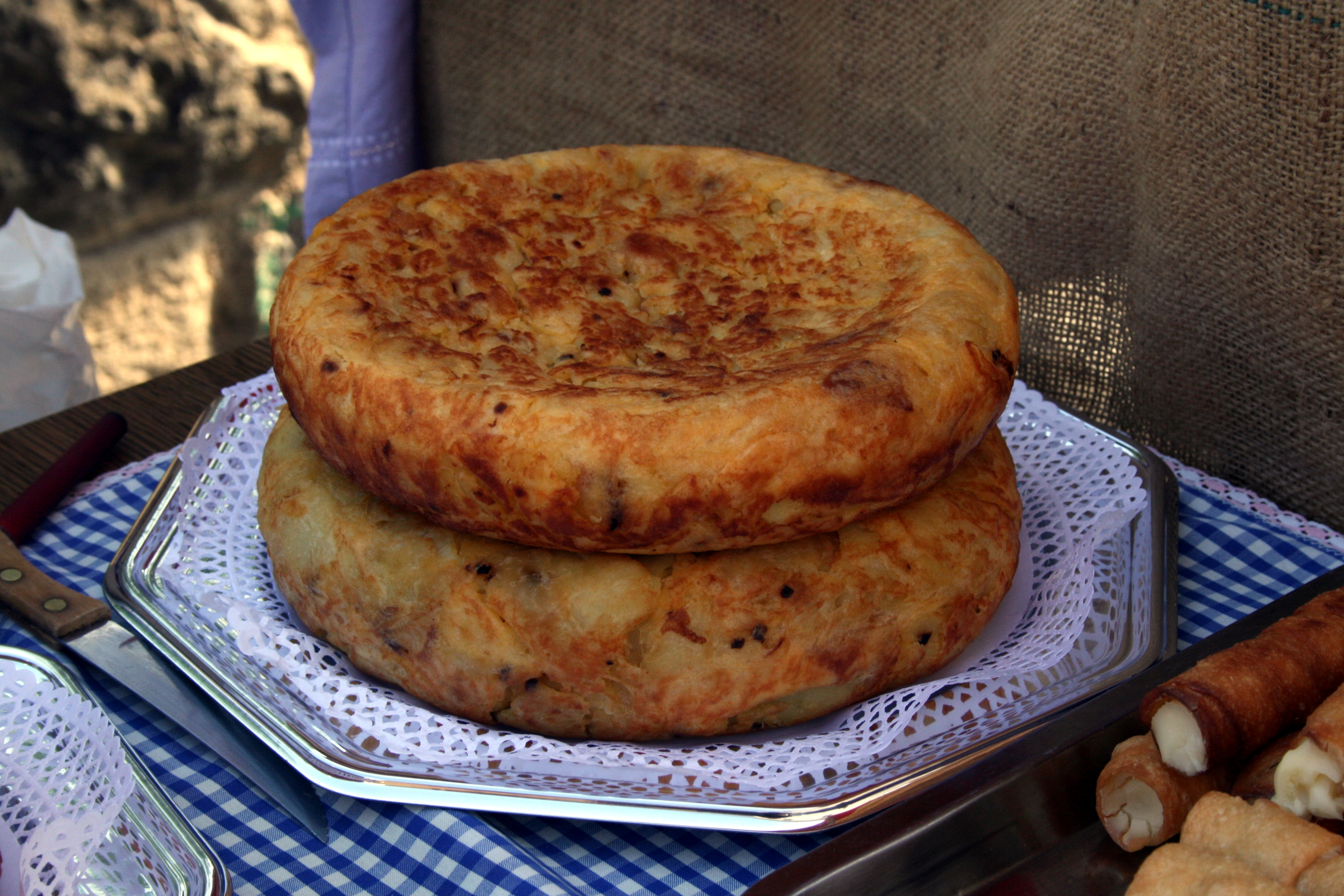
Tortilla de patatas (de chorizo) de gran grosor

Además del huevo y las patatas, a menudo lleva también cebolla, dependiendo de la zona o del gusto de los consumidores o del cocinero.
Existen variantes de esta tortilla que incluyen de otros ingredientes, tal es la tortilla paisana, que además de las patatas y el huevo lleva chorizo, pimiento rojo y guisantes. Otra variedad sería la tortilla rellena, la cual puede ser una gruesa abierta por la mitad, o ser dos finas puestas una encima de otra. Entre ambas partes, a modo de sándwich, iría un relleno, que puede ser vegetal, ensaladilla, jamón, queso, tocineta o surimi.

### Variantes en otras culturas
Bien diferente —aunque pudiera pensarse que tiene un cierto parecido— es el rösti en la cocina Suiza de lengua alemana, pues no lleva huevo. A pesar de su nombre, tampoco es semejante la tortilla de papa de Chiloé (Chile), que es un tipo de pan de papa elaborado con papas hervidas y harina de trigo.

### Variantes «de emergencia»
Durante la guerra civil española se popularizó también la falsa tortilla de patatas, que en lugar de patata utilizaba el albedo de las naranjas (la piel blanca que tiene la naranja entre la cáscara y la parte comestible), puesto en remojo previamente para ablandarlo, y en lugar de huevos utilizaba una mezcla de harina y agua, con un poco de colorante para simular el color de la yema.
En hostelería y restauración, aunque no es obligatorio, es habitual elaborar la tortilla utilizando un preparado de huevo líquido pasteurizado (conocido como huevina) para evitar el riesgo de salmonelosis.
Aunque en sentido estricto no se puede considerar una tortilla por no utilizar huevo, hay una variante que utiliza en su lugar una mezcla de harina de garbanzo con leche o con agua, y que es apta para personas alérgicas al huevo (o veganas, en la variedad que utiliza agua).
En la cocina gaditana existe una tortilla de huevo con patatas ralladas denominada «tortilla gaditana».
José Antonio Labordeta popularizó una tortilla hecha con patatas de bolsa cuando era diputado en el Congreso.

## Salud y nutrición
Se aconseja que en la elaboración la tortilla quede compacta y «bien hecha» en su interior, sin partes crudas que pudiesen contaminarse y ser fuentes de salmonelosis.
Según el archivo nutricional de la USDA, el aporte energético de 100 g de tortilla de patatas se sitúa alrededor de las 180 kcal. Una porción de 100 g tiene aproximadamente 3.2 g de proteínas, 4.8 g de lípidos, 15.2 g de carbohidratos y 1.6 g de fibra. El colesterol estimado por la USDA (tortilla comercial) es de unos 44 mg por cada 100 g, lo cual supone apenas un 15 % de la cantidad recomendada para una dieta baja en colesterol.